# XIIe congrès du Parti populaire
Le XIIe congrès du Parti populaire (en espagnol : XII Congreso Nacional del Partido Popular) est un congrès du Parti populaire (PP) espagnol, organisé du 19 au 21 janvier 1996 à Madrid, afin d'élire le comité exécutif et d'adopter les motions politiques et les nouveaux statuts.
José María Aznar, président du PP depuis 1990, est largement réélu pour un troisième mandat.

## Contexte
Le 1er décembre 1995, le comité directeur national convoque le XIIe congrès à la fin du mois de janvier 1996, avec environ deux mois d'avance sur le calendrier prévu. José María Aznar justifie cette légère anticipation par sa crainte que le président du gouvernement socialiste Felipe González organise les élections générales le 10 mars 1996.

## Comité d'organisation
Au cours de sa réunion du 1er décembre 1995, le comité directeur national approuve la composition du comité d'organisation du congrès. Il est présidé par le député Rodolfo Martín Villa, la vice-présidence revenant à la députée Ana Mato.

## Candidat à la présidence
| Candidat | Candidat | Candidat                  | Fonction politique récente                                              |
| -------- | -------- | ------------------------- | ----------------------------------------------------------------------- |
|          |          | José María Aznar (42 ans) | Président du PP (depuis 1990) Député aux Cortes Generales (depuis 1989) |

## Déroulement
Le congrès est convoqué les 19, 20 et 21 janvier 1996.
Six motions sont débattues au cours du congrès, rédigées par autant de groupes de travail. : 
- Motion « Institutions et libertés », coordonnée par Jaime Mayor Oreja ;
- Motion « Économie et bien-être », coordonnée par Rodrigo Rato ;
- Motion « Politique extérieure et de défense », coordonnée par Abel Matutes ;
- Motion « Politiques territoriales et sociales », coordonnée par Mariano Rajoy ;
- Motion « Politique culturelle et Qualité de vie », coordonnée par Ángel Acebes ;
- Motion statutaire, coordonnée par Federico Trillo.

Les six motions sont adoptées le 20 janvier à l'unanimité. Lors du vote des rapports d'activité, la présidente du bureau du congrès Isabel Tocino n'enregistre aucune abstention ou opposition, alors que plusieurs délégués des îles Baléares votent contre ou s'abstiennent pour manifester leur opposition à la démission forcée de leur président Gabriel Cañellas.

## Résultats
Le 21 janvier, José María Aznar est réélu président du PP : sa liste pour le comité exécutif national reçoit le soutien de 99,89 % des suffrages exprimés.

### Élection du comité exécutif national
| Candidat        | Candidat         | Voix  | %     |
| --------------- | ---------------- | ----- | ----- |
|                 | José María Aznar | 2 656 | 99,89 |
|                 | Votes blancs     | 3     | 0,11  |
|                 |                  |       |       |
| Votes valides   | Votes valides    | 2 659 | 99,70 |
| Votes invalides | Votes invalides  | 8     | 0,30  |
| Total           | Total            | 2 667 | 100   |

### Composition du comité exécutif
À la suite de sa victoire, José María Aznar annonce le nom des membres qu'il a choisi pour entrer dans la direction nationale du parti,.
| Comité exécutif national                             | Comité exécutif national         |
| ---------------------------------------------------- | -------------------------------- |
| Président fondateur                                  | Manuel Fraga                     |
| Président                                            | José María Aznar                 |
| Secrétaire général                                   | Francisco Álvarez-Cascos         |
| Vice-secrétaire général                              | Rodrigo Rato                     |
| Vice-secrétaire général                              | Mariano Rajoy                    |
| Vice-secrétaire général                              | Jaime Mayor Oreja                |
| Coordonnateur à l'Économie                           | Luis Gámir                       |
| Coordonnateur de la Présidence                       | Carlos Aragonés                  |
| Coordonnateur à la Communication                     | Miguel Ángel Rodríguez           |
| Secrétaire à l'Organisation                          | Juan Carlos Vera                 |
| Secrétaire à la Formation                            | Guillermo Gortázar               |
| Secrétaire aux Élections                             | Jesús Sepúlveda                  |
| Secrétaire aux Études et aux Programmes              | José María Michavila             |
| Secrétaire aux Relations internationales             | José María Robles Fraga (es)     |
| Président du comité électoral                        | José Manuel Romay                |
| Président du comité de la discipline et des conflits | Félix Pastor (es)                |
| Membre                                               | Ángel Acebes                     |
| Membre                                               | Esperanza Aguirre                |
| Membre                                               | José Luis Álvarez                |
| Membre                                               | José María Álvarez del Manzano   |
| Membre                                               | Javier Arenas                    |
| Membre                                               | Rafael Arias-Salgado             |
| Membre                                               | Rita Barberá                     |
| Membre                                               | Soledad Becerril                 |
| Membre                                               | José Miguel Bravo de Laguna (es) |
| Membre                                               | Gabriel Cisneros                 |
| Membre                                               | Xosé Cuiña (es)                  |
| Membre                                               | Enrique Fernández-Miranda        |
| Membre                                               | Joan Huguet (ca)                 |
| Membre                                               | Rodolfo Martín Villa             |
| Membre                                               | Teófila Martínez                 |
| Membre                                               | Abel Matutes                     |
| Membre                                               | Mercedes de la Merced            |
| Membre                                               | Luis Ramallo                     |
| Membre                                               | Luisa Fernanda Rudi              |
| Membre                                               | Javier Rupérez (es)              |
| Membre                                               | Isabel Tocino                    |
| Membre                                               | Josep María Trías de Bes         |
| Membre                                               | Federico Trillo                  |
| Membre                                               | Alejo Vidal-Quadras              |
| Membre                                               | Celia Villalobos                 |
| Membre                                               | Juan Carlos Aparicio             |
| Membre                                               | Ana Mato                         |
| Membre                                               | Miguel Ángel Cortés              |
| Membre                                               | José Miguel Ortí Bordás (es)     |
| Membre                                               | Gabino Puche                     |